# Улица Менделеева (Симферополь)
Улица Менделеева — улица в Киевском районе Симферополя. Названа в честь химика Дмитрия Менделеева. Общая протяжённость — 400 м.

## Расположение
Улица берёт начало от проспекта Кирова и заканчивается на перекрёстке Суворовского спуска и улицы Дыбенко. Пересекается бульваром Франко и Набережной улицей. Общая протяжённость улицы составляет 400 метров.

## История

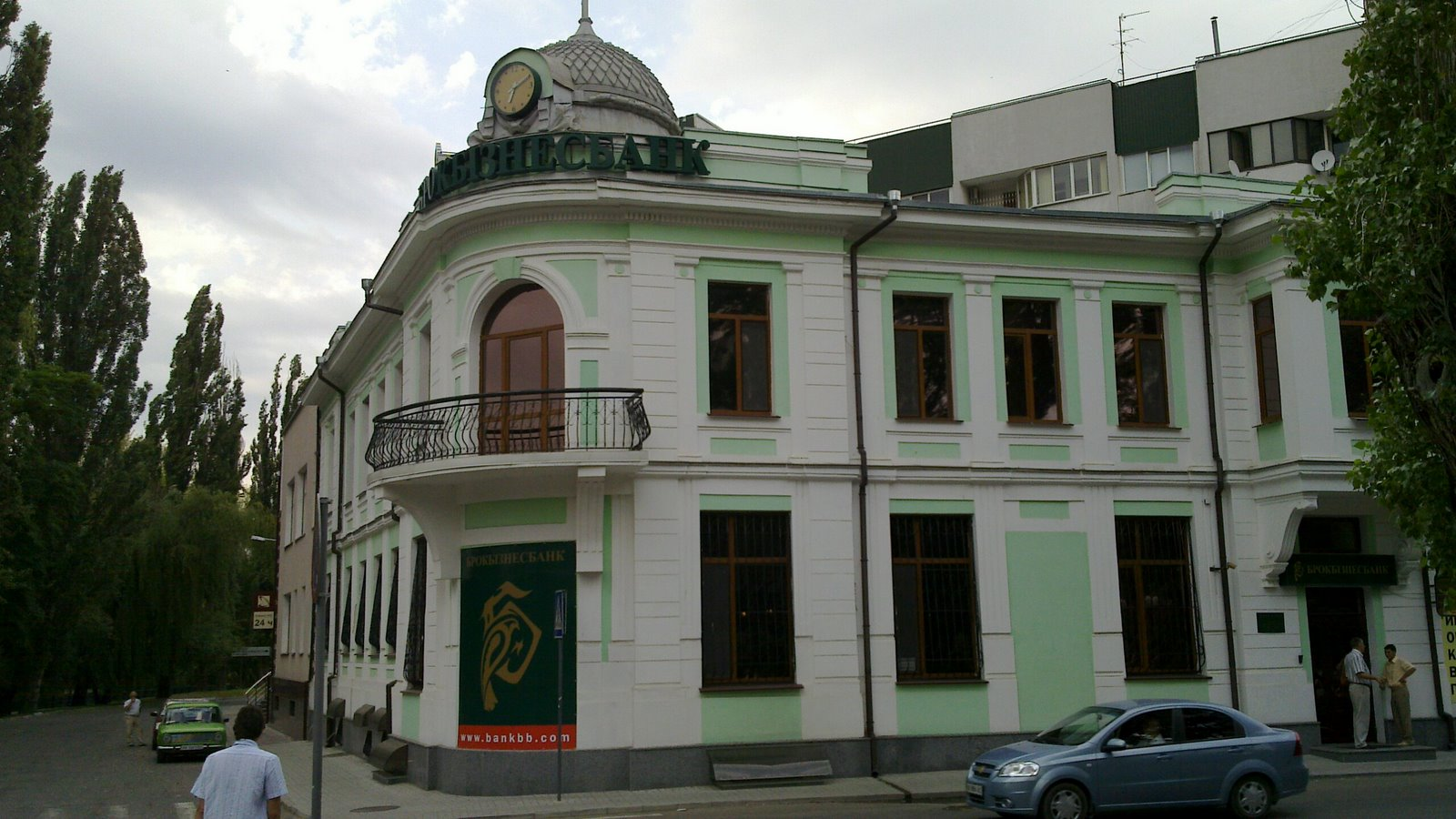
Дом на углу улиц Мендлеева и Набережной, 2010 год

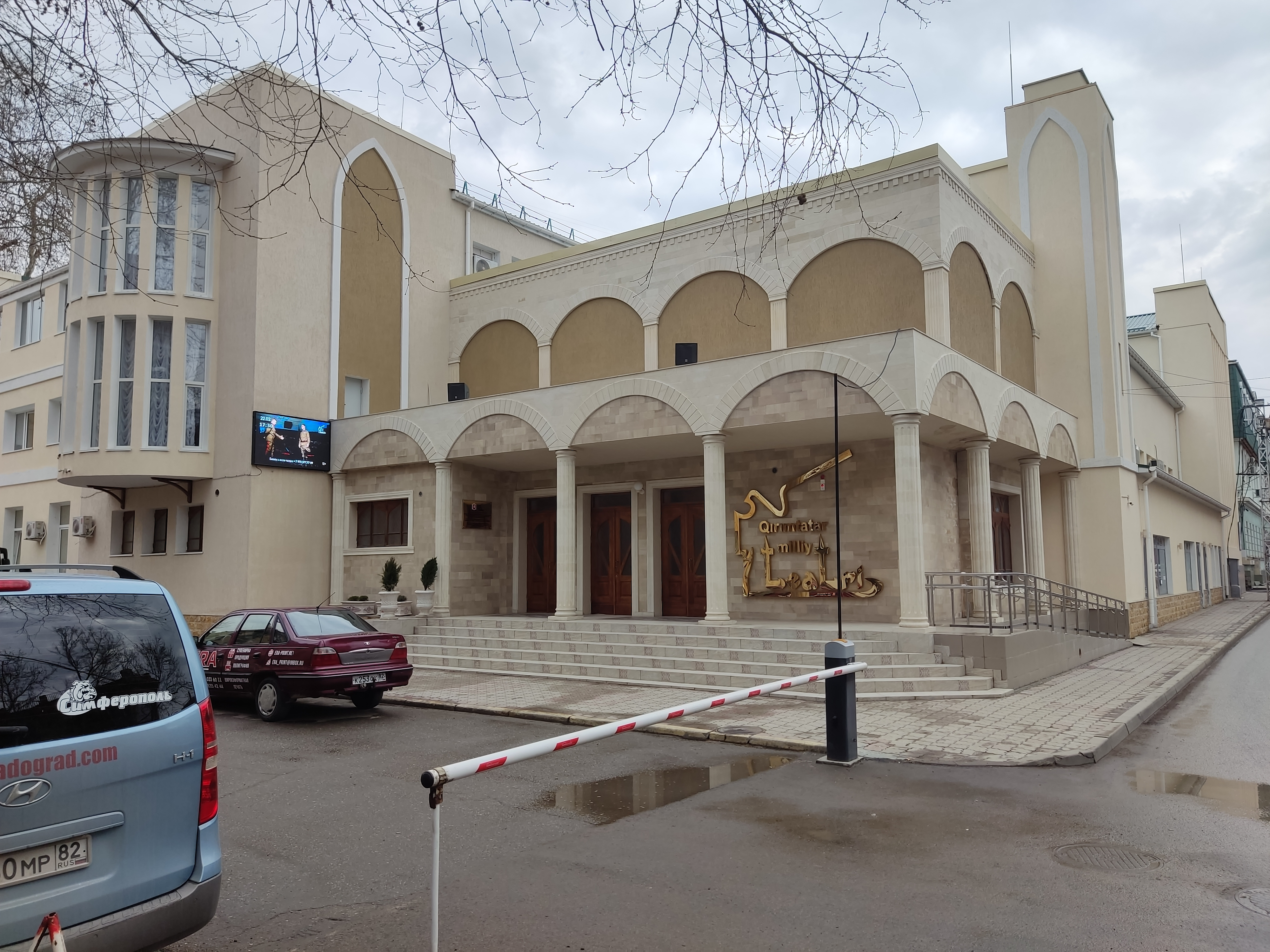
Крымскотатарский академический музыкально-драматический, 2022 год

Улица была образована на Султанском лугу в марте 1904 года и городская дума назвала её в честь химика Дмитрия Менделеева, который преподавал в Симферопольской мужской гимназии. Во время немецкой оккупации в 1941—1944 сохранила своё название (нем. Mendeljewstrasse).
В ноябре 2020 года улица была закрыта на две недели в связи с проведением ремонтно-строительных работ.
На территории улицы находится сквер имени Высоцкого и сквер воинов-интернационалистов.

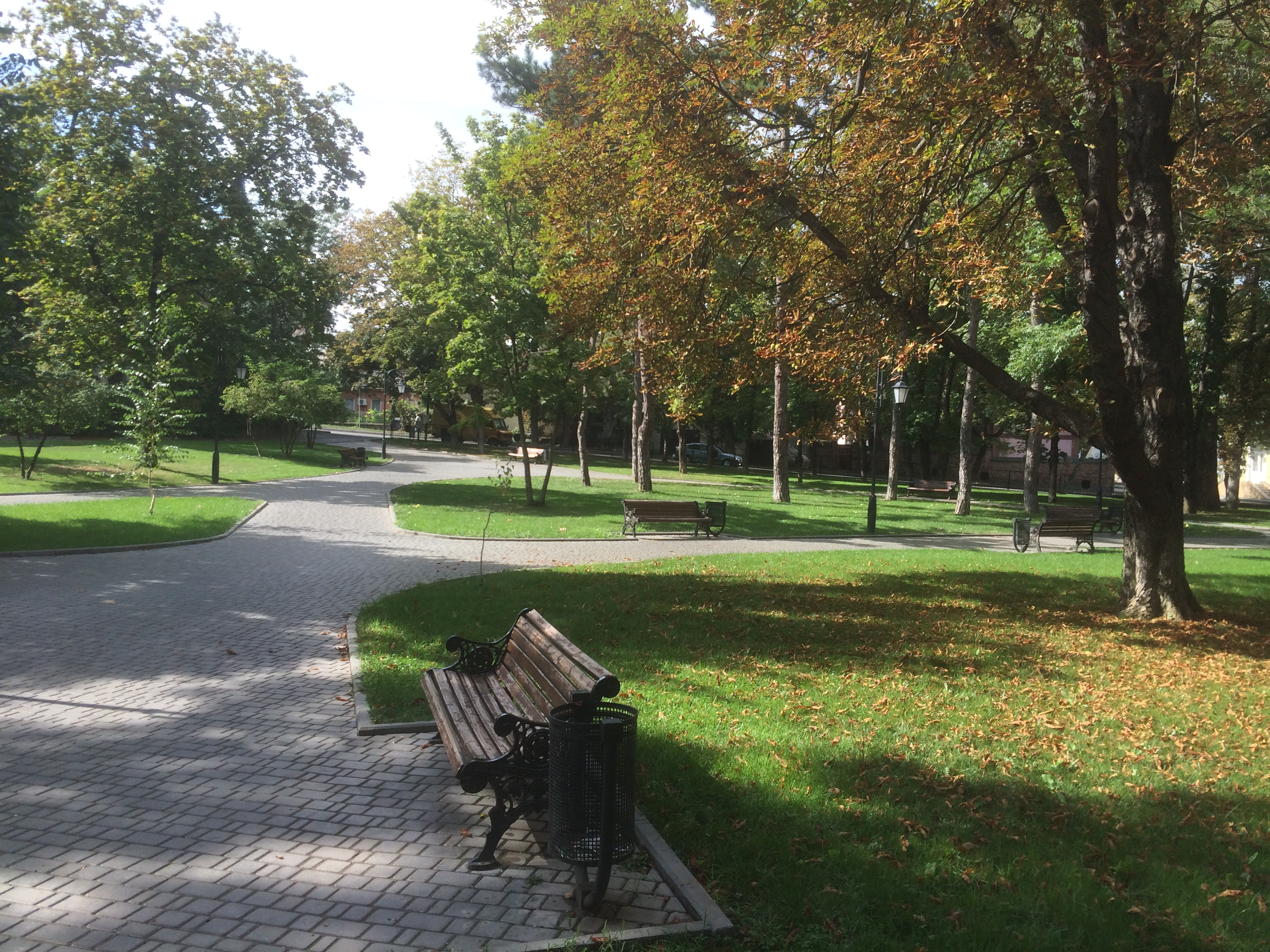
Сквер имени Высоцкого, 2017 год
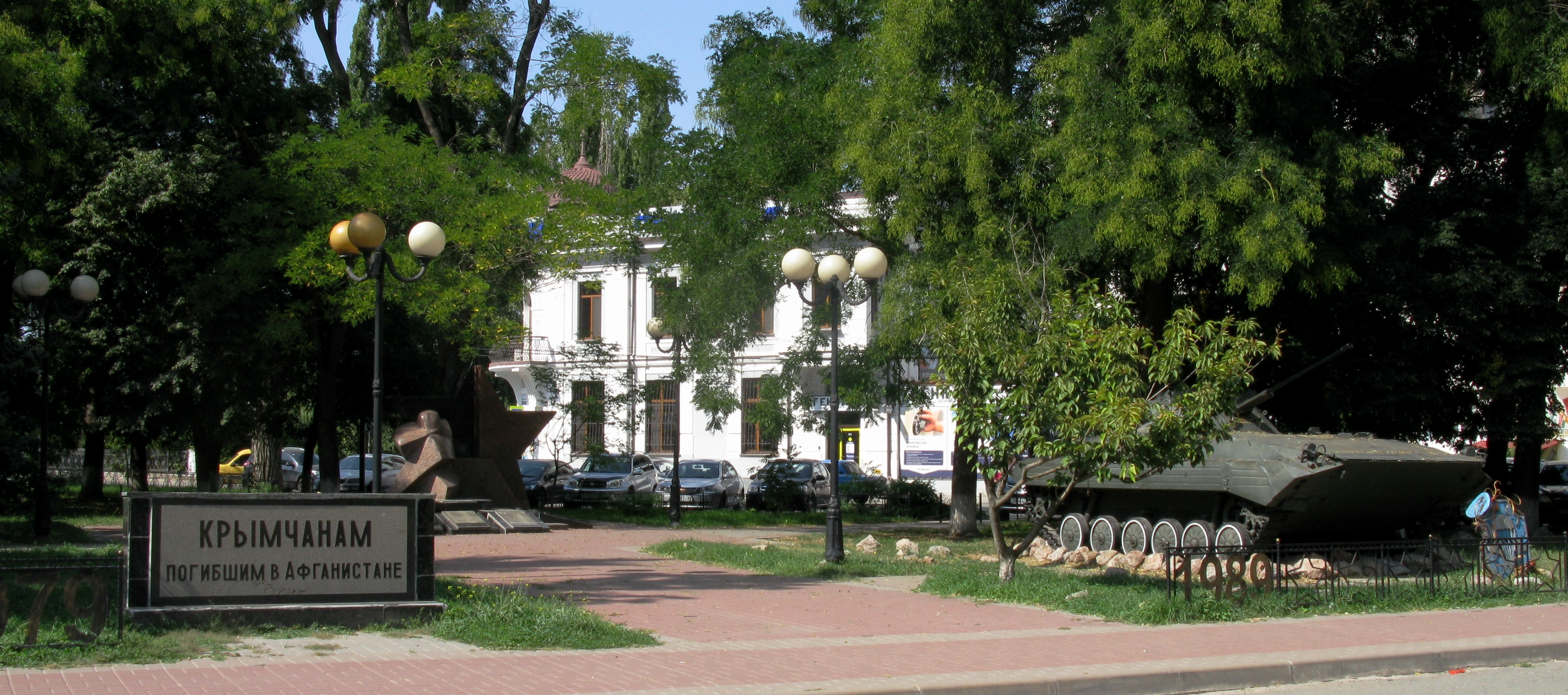
Сквер воинов-интернационалистов, 2017 год

## Здания и учреждения
- № 5 — Клуб НКВД, ныне Крымскотатарский академический музыкально-драматический театр.